# Li Auto i8
Li Auto i8 (кит. 理想i8; пиньинь Lǐxiǎng i8) — полноразмерный люксовый электромобиль-кроссовер, запущенный в производство в 2025 году китайской компанией Li Auto. После Mega, это второй полностью электрический автомобиль компании Li Auto. Также это первый полностью электрический SUV компании Li Auto.

## Описание
Впервые Li Auto i8 был анонсирован 24 февраля 2025 года в посте Weibo генерального директора Ли Сяна, в котором он представил первый полностью электрический SUV бренда Li Auto, а также опубликовал два изображения автомобиля снаружи рядом с L9 и Mega. Сян добавил, что буква «i» в названии модели i8 означает «интеллект» (англ. «intelligence»). 25 февраля того же года компания Li Auto опубликовала дополнительные изображения i8 рядом с Tesla Model X. Дата презентации модели была перенесена с 27 февраля, чтобы не совпасть с презентацией Xiaomi SU7 Ultra после обращения к Сяну генерального директора Xiaomi Лэй Цзюня, за что Сян поблагодарил его в посте на сервисе Weibo.
Внешний вид i8 представляет собой нечто среднее между кроссоверами Li Auto серии L и минивэном Mega. Передняя часть идентична минивэну Mega: светодиодная полоса, расположенная высоко, выполняет функцию ДХО, в то время как капот наклонный, а лобовое стекло — с крутым наклоном. Задняя часть по дизайну идентична L9, однако линия крыши наклонная, аналогично минивэну Mega. Крыша автомобиля чёрная; на крыше установлен лидар. Дверные ручки выдвижные. В салоне имеется два 15,3-дюймовых сенсорных экрана на приборной панели, которые служат информационно-развлекательным дисплеем и дисплеем для пассажиров. На ступице рулевого колеса также имеется небольшой сенсорный экран, который служит приборной панелью в сочетании с проекционным дисплеем.
В i8 впервые применяется разработанный компанией Li Auto модуль силовой электроники SiC, который позволяет автомобилю заряжаться постоянным током со скоростью 5C.